# Havre Bernard

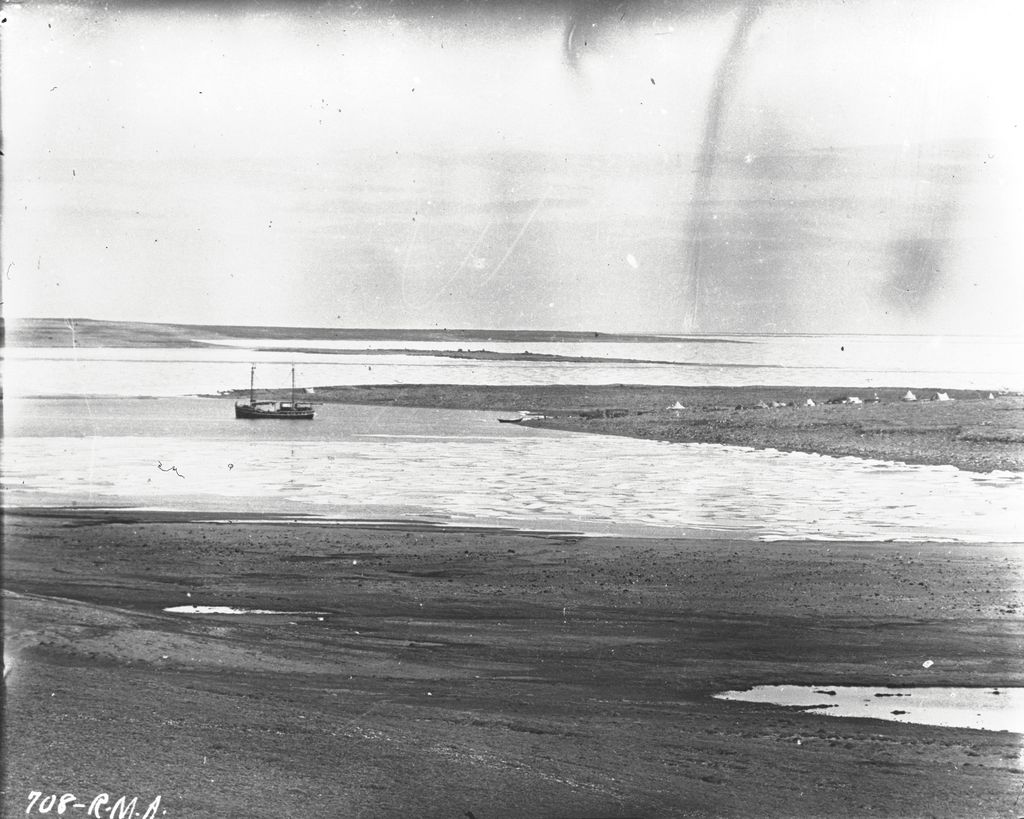
Havre Bernard, vue lointaine depuis les collines au nord-ouest (1916).

Le havre Bernard (Bernard Harbour en anglais) est une baie situé sur la partie continentale du Nunavut au Canada. Elle est située dans le détroit Dolphin and Union au sud-ouest de l'île Sutton.
Le havre Bernard a déjà été le site d'un poste de traite de la Compagnie de la Baie d'Hudson. L'endroit fait partie du Système d'alerte du Nord qui était autrefois la ligne DEW.
Le havre est bien protégé et peut accueillir des navires ayant un tirant d'eau de 20 pieds.
Le papillon Colias johanseni vit dans la région.

## Annexe